# Стивенстон
Стивенстон (англ. Stevenston) — город в Шотландии в области Норт-Эршир. Вместе с Ардроссаном и Солткотсом входит в состав «трёх городов».
Население — 9129 чел. (2001).
В состав города входит ранее самостоятельный город Ардир (англ. Ardeer), где располагался завод по производству динамита Альфреда Нобеля.